# Logan megye (Kansas)
Logan megye az Amerikai Egyesült Államokban, azon belül Kansas államban található. Megyeszékhelye és legnagyobb városa Oakley. Lakosainak száma 2762 fő (2020. április 1.). Logan megye Sherman, Wichita, Scott, Thomas, Gove és Wallace megyékkel határos.

## Népesség
A megye népességének változása:
| Lakosok száma | 2771 | 2770 | 2805 | 2798 | 2825 | 2762 |
|               | 2010 | 2011 | 2012 | 2013 | 2015 | 2020 |